# Système politique de la Suisse
Vous lisez un « article de qualité » labellisé en 2007.

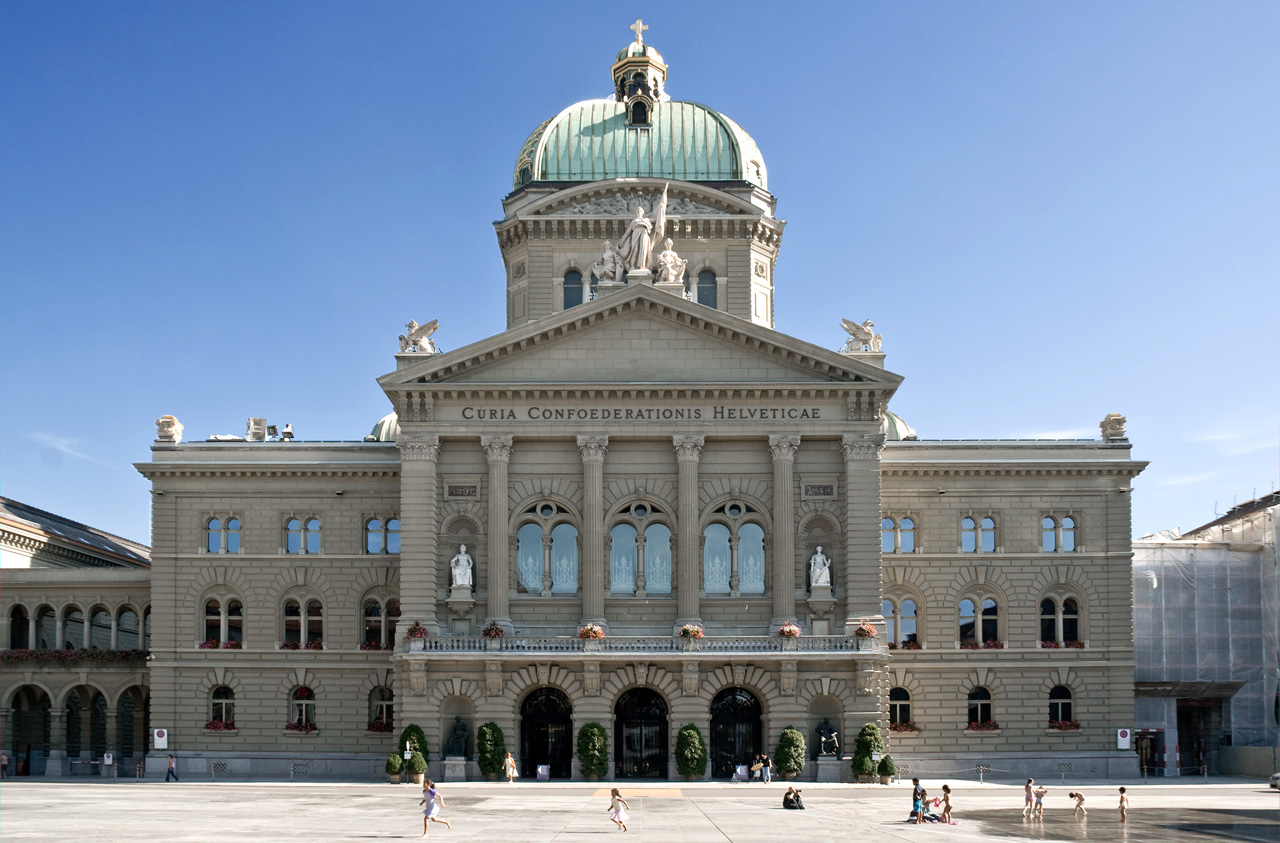
Le Palais fédéral, siège du Conseil fédéral (exécutif) et de l'Assemblée fédérale (législatif).

Le système politique de la Suisse est celui d'un État fédéral comportant trois niveaux politiques : la Confédération, les cantons et les communes. Les 26 États fédérés (cantons) cèdent une partie de leur souveraineté à l'État fédéral, suivant le principe de subsidiarité. Cet État démocratique se caractérise par une démocratie semi-directe, alliant démocratie directe et représentativité, grâce au système bicaméral. La politique interne respecte la séparation des pouvoirs et la politique extérieure suit un principe de neutralité. Elle répond à la nécessité de recherche de consensus liée aux diversités régionales et linguistiques, par une représentation équilibrée au sein des institutions.
Dans un pays où cohabitent de multiples communautés linguistiques et religieuses, le système politique est l'un des principaux dénominateurs culturels communs de la Suisse. Ce système constitue un des fondements de l'identité nationale et il assure la stabilité des institutions politiques suisses depuis 1848.

## Principes

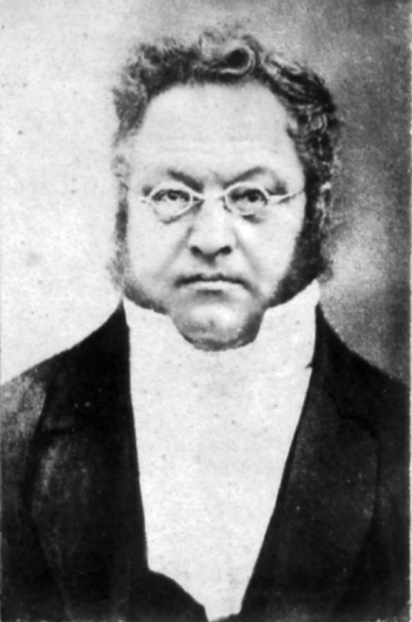
Daniel-Henri Druey, l'un des sept premiers conseillers fédéraux.

La Suisse s'est formée au cours du temps à partir de réseaux d'alliances, de pactes, afin de se défendre contre le Saint-Empire et la Royauté française. Ces accords englobèrent de plus en plus de cantons suisses et de plus en plus de domaines au cours du temps. Selon le principe d'« un pour tous, tous pour un » qui est la devise traditionnelle suisse (sans statut officiel), les cantons commencèrent à traiter ensemble leurs accords avec de grandes nations européennes (par exemple avec le roi de France en 1444, sur le maintien de relations amicales, ou avec le Pape au début du XVIe siècle). Cependant, les différents cantons présents étaient totalement souverains et il n'existait pas d'organe supra-étatique. L'adoption d'un système fédéral en 1848 marqua la naissance de la Suisse moderne. Ce système est un retour partiel à la Confédération, qui prévalait avant les invasions militaires françaises de 1792 et 1798.
Jusqu'en 1892, le Conseil fédéral, pouvoir exécutif, était formé exclusivement de personnalités issues du parti radical, qui non seulement introduisirent des changements profonds, mais jetèrent aussi les bases de la politique suisse actuelle. Leurs idées reposaient sur deux piliers qui au premier abord semblent contradictoires : un système politique libéral, favorisant les libertés aussi bien individuelles qu'économiques, et un système de solidarité visant l'intégration de tous les citoyens, issus de tous les courants politiques et sociaux, au sein de la communauté. Ces deux principes constituent toujours une base importante de la Suisse et un facteur de stabilité et de cohésion intérieure,.

### Neutralité

#### Caractéristiques de la neutralité suisse
La neutralité perpétuelle de la Suisse est une composante importante de sa politique extérieure, et possède le soutien, sur la période de 1993 à 2021, de 80 à 96 % de ses habitants.
Si la neutralité suisse a acquis un certain statut « mythique », elle n'est pourtant pas un principe éthique absolu, mais un moyen considéré comme le meilleur pour atteindre les buts que sont l’indépendance et la sécurité du pays. Si ces buts sont explicitement mentionnés dans les différentes Constitutions suisses depuis 1848,, ce n'est pas le cas de la neutralité, qui n'est mentionnée qu'indirectement, dans les tâches et compétences de l'Assemblée fédérale. En pratique, la politique de neutralité de la Suisse n'est pas fixée de façon explicite, et elle a souvent évolué au fil du temps en fonction des contraintes de la politique internationale.
Cependant, trois caractéristiques peuvent être retenues ; la neutralité suisse est :
- perpétuelle, en ce sens qu'elle ne commence ni ne s'éteint en temps de guerre ;
- librement choisie, puisque son existence est nommée dans la Constitution de la Suisse ;
- armée, puisque la Suisse dispose d'une armée de défense.

#### Histoire de la neutralité suisse
La Suisse n'a pas été neutre dès sa fondation : le territoire correspondant à la Suisse centrale appartenait à la maison de Habsbourg et l'indépendance de la confédération a dû être conquise de haute lutte, par exemple lors de la bataille de Morgarten. Jusqu'au XVIe siècle, les différents cantons ont été partie prenante dans de nombreux conflits, tels que les guerres de Bourgogne, où les victoires des Suisses se sont soldées par l'effondrement de l'État bourguignon, et les guerres d'Italie, où leur défaite à Marignan a marqué la fin de la politique d'expansion du pays. Celui-ci évolue vers la neutralité au XVIIe siècle, avec une première déclaration officielle de la Diète fédérale en 1674. La guerre de Trente Ans, qui ravage l'Europe centrale, a un grand écho en Suisse, où diverses formes de christianisme coexistent. Mais tout en exportant vers les belligérants armes et mercenaires, le pays se maintient à l'écart des opérations militaires. Entraîné dans les remaniements territoriaux qui accompagnent la Révolution française puis le Premier Empire, il doit renoncer à cette position en 1798, à la suite de l'intervention de l'armée française. C'est après la défaite de celle-ci à Leipzig en 1813 que la Suisse proclame sa neutralité, qui est reconnue du point de vue du droit international public par le congrès de Vienne, en 1815.
Différentes raisons de politique intérieure et extérieure ont poussé la Suisse à adopter une politique de neutralité. En tant que petit pays entouré de grandes puissances, elle lui permet d'éviter de devenir la scène d'affrontements militaires. Étant donné les différents courants religieux, linguistiques et culturels qui traversent le pays, elle permet d'en assurer la cohésion, ainsi que, par une absence d'engagements actifs sur le plan international, de garantir l'autonomie des cantons. Elle a également contribué à l'équilibre européen.
La neutralité a eu d'importants effets économiques, en permettant de conserver un niveau de commerce élevé avec différents belligérants. Elle a également permis à la Suisse d'offrir ses bons offices et de jouer un rôle de médiatrice pour le règlement de conflits internationaux ; on peut citer le traité de Lausanne qui régla les frontières de la Turquie moderne, la participation de la Suisse depuis 1953 à la surveillance de l'armistice entre la Corée du Nord et la Corée du Sud dans le cadre de la Commission de supervision des nations neutres, ainsi que des négociations de paix entre le gouvernement de Colombie et des groupes rebelles. La Suisse assure également la représentation d'intérêts étrangers, tels que ceux des États-Unis à Cuba et inversement jusqu'en 2015, et ceux des États-Unis en Iran.

### Fédéralisme

Les 26 cantons suisses.

#### Généralités
Le fédéralisme désigne une séparation verticale des pouvoirs. Le but recherché est d'éviter la concentration du pouvoir au sein d'une instance, afin de modérer la puissance étatique et d'alléger les devoirs de l'État fédéral.

#### Principes de subsidiarité et de proportionnalité
Le pouvoir de l'État fédéral suisse est limité par les principes de subsidiarité (principe ancré dans la Constitution fédérale, article 5a) et de proportionnalité.
Le principe de subsidiarité signifie qu'une instance étatique d'un niveau donné ne doit intervenir que lorsque les autorités situées hiérarchiquement en dessous ne sont pas en mesure d'agir pour l'objet concerné.
Le principe de proportionnalité, quant à lui, pose trois conditions relatives aux mesures utilisées par l'État pour atteindre un but donné :
- la convenance : le moyen doit convenir à la nature du but ;
- la nécessité : le moyen utilisé doit être nécessaire, c'est-à-dire qu'il doit être le plus clément possible ;
- l'acceptabilité : la gravité du moyen utilisé doit être adaptée au but poursuivi.

#### Caractéristiques du fédéralisme suisse
Le fédéralisme suisse repose sur trois niveaux :
- la Confédération ;
- les cantons ;
- les communes.

La Suisse compte vingt-six cantons sur un territoire plus petit que le plus grand Land allemand de Bavière, ce qui pousse un auteur à qualifier son système de micro-fédéralisme.

##### Relation entre la Confédération et les cantons
La totalité des devoirs et compétences de la Confédération est énumérée dans la Constitution fédérale, contrairement aux devoirs et compétences des cantons. Ainsi les cantons sont compétents pour toutes les tâches qui ne sont pas explicitement attribuées à la Confédération. Cette clause générale au bénéfice des cantons se retrouve dans l'article 3 : « Les cantons [...] exercent tous les droits qui ne sont pas délégués à la Confédération » et garantit une attribution complète des compétences. Même dans les domaines qui sont du ressort de la Confédération, les cantons conservent une certaine marge de manœuvre. La Confédération ne dispose en effet pas de personnel ni d'antennes de terrain pour mettre en œuvre la plupart de ses politiques ; ce sont les cantons qui s'en chargent à leur place, ce qui leur laisse une certaine liberté.

##### Souveraineté des cantons
La Suisse est formée de 26 cantons ; ceux-ci sont souverains dans tous les domaines qui ne sont pas limités par la Constitution fédérale. En particulier, ils sont autonomes constitutionnellement, chacun ayant sa propre constitution, et sont libres de leur propre organisation, aussi bien du point de vue législatif, judiciaire et fiscal qu’administratif ; toutefois, il leur est interdit d’adopter une forme de constitution qui ne correspondrait pas aux règles de la démocratie, à savoir qu’elle doit être acceptée par le peuple et qu’il doit exister une possibilité de la modifier si le corps électoral du canton le demande. Un certain nombre de domaines sont ainsi gérés uniquement au niveau cantonal, comme l'éducation (sauf les universités fédérales), les hôpitaux (sauf les hôpitaux communaux et privés), la construction et l’entretien de la majorité des routes (sauf les routes nationales dont la plupart des autoroutes) et la police (contrairement à l’armée), ou encore le contrôle de la fiscalité directe. Chaque canton possède son propre parlement (appelé « Grand Conseil » dans la plupart des cantons francophones) et son gouvernement (appelé « Conseil d’État » dans la plupart des cantons francophones) et ses propres tribunaux.
Certains cantons ou régions sont regroupés dans des espaces (Espace Mittelland, Espace BEJUNE, etc.) qui leur permettent de défendre des intérêts communs, notamment économiques ; ces espaces ne sont pas des entités politiques en tant que telles. Les cantons peuvent également conclure entre eux des conventions intercantonales prévoyant la création d'organisations et d'institutions communes,. Dans cette perspective, les cantons peuvent se consulter, échanger et se coordonner dans des conférences intercantonales.

##### Autonomie des communes
Les cantons sont eux-mêmes subdivisés en communes, dont l'autonomie est principalement déterminée par les différentes constitutions cantonales. Toutefois il est possible de dégager trois autonomies générales limitées :
- responsabilité pour les affaires locales, dans le cadre du droit fédéral et cantonal ;
- législation et autorité propres, dans le cadre de leurs habilitations ;
- publication de décrets dans des domaines précis, tant que :
  - le droit cantonal ne prévoit pas de norme légale précise dans ce domaine,
  - le domaine tombe complètement ou du moins en partie dans la juridiction communale,
  - le canton laisse une considérable liberté de décision à la commune.

Les activités des communes restent toutefois surveillées par les cantons qui ont à leur disposition plusieurs mesures telles que :
- l'examen de l'accomplissement des tâches communales ;
- la coordination entre les communes ;
- l'examen de l'utilité des mesures communales.

Les communes peuvent par ailleurs contester un empiétement sur leur autonomie par un recours au Tribunal fédéral (art 189 al. 1 lettre e de la Constitution fédérale).
Au nombre de 2 551 au début de 2011 (en constante diminution), elles représentent la plus petite entité politique du pays. Certains cantons ont une subdivision intermédiaire nommée district ou arrondissement, qui n'a généralement qu'un rôle administratif sans autonomie propre.

### Démocratie directe

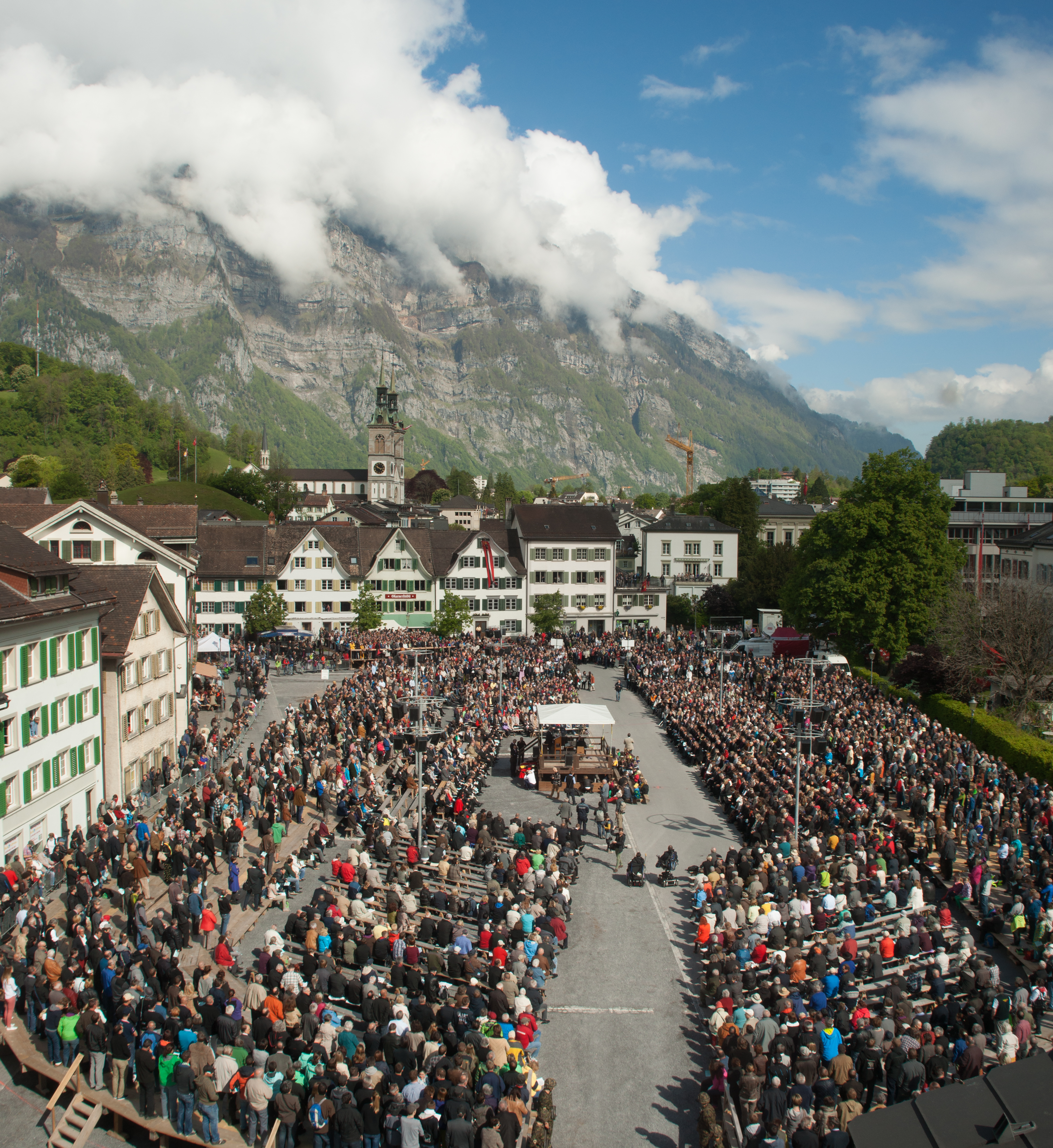
Une Landsgemeinde à Glaris.

La démocratie directe permet au peuple d'exercer directement son pouvoir politique, par opposition à la démocratie représentative. La démocratie suisse les combine toutes deux, sous une forme dite « semi-directe » : les citoyens élisent leurs représentants aux différents conseils (communes, cantons et Confédération), mais peuvent se prononcer également sur l'approbation de textes législatifs ou constitutionnels décidés par ces conseils (par le biais du référendum), ou proposer des modifications constitutionnelles ou légales par le biais de l'initiative populaire. Ces consultations populaires sont organisées en général quatre fois par an au niveau fédéral, toujours pendant la fin de semaine.
Les premières formes de démocratie directe en Suisse sont relevées dès le XVe siècle dans les villes de Berne, Lucerne, Soleure et Zurich, où sont organisées des Volksanfragen (« consultations populaires »), réunions de citoyens devant se prononcer sur certaines décisions politiques importantes. L'exemple le plus typique de démocratie directe suisse se retrouve sous la forme de la Landsgemeinde (littéralement « Assemblée du pays »), où les citoyens se réunissent périodiquement sur la place du village pour procéder aux votes à main levée ; cette tradition subsiste encore dans les deux cantons d'Appenzell Rhodes-Intérieures et de Glaris, ainsi que, au niveau communal, dans quelques cercles grisons et districts schwytzois et dans les assemblées générales de nombreuses petites communes.
Ce système politique, qui permet aux citoyens de faire contrepoids et office de pression à l'égard de l'exécutif et des partis politiques, a toujours rencontré un degré élevé de satisfaction de la population suisse, autour de 80 %. 
Toutefois il entraîne une certaine lenteur des réformes politiques, due en particulier à la « menace référendaire » que peut brandir toute organisation en désaccord avec une proposition de loi ; selon une théorie avancée en 1970 par le professeur Leonard Neidhart, cette menace aurait conduit à mettre en place progressivement, avant toute proposition, des consultations réunissant l'ensemble des organisations concernées qui aboutissent à des compromis difficilement modifiables par le Parlement, transformant ainsi de fait la démocratie directe en « démocratie de négociation ».
La démocratie directe influence tout le système politique suisse ; il pousse les autorités à chercher un consensus et à faire des compromis très tôt dans le processus de décision, pour éviter qu'une loi soit attaquée en référendum.

### Système de concordance
Le système gouvernemental suisse est basé sur le « système de concordance », ou « démocratie proportionnelle », qui caractérise le style politique national par la composition proportionnelle des organes de l'État fédéral, l'intégration des forces politiques, le rejet des conflits et la recherche de solutions négociées aux problèmes,. Les politologues l'attribuent généralement à l'impact du référendum et de l'initiative populaire, du bicamérisme intégral, du fédéralisme et du système électoral qui contraignent les acteurs politiques à coopérer avec le maximum de forces politiques pour minimiser le risque d'échec de leurs projets devant le peuple. Certains y ajoutent également les différences culturelles qui poussent à assurer une représentation la plus large possible des minorités. L'homogénéité gouvernementale est tout de même assurée par le mode d'élection des conseillers fédéraux, qui ne peuvent s'appuyer sur les voix de leur seul parti et doivent donc s'en distancer pour espérer rassembler des majorités sur leurs projets. En l'absence d'un véritable programme politique commun, des « lignes directrices » en tiennent lieu pour la période d'une législature. Cette absence d'une ligne politique est une des particularités du système suisse : il n'y a pas de notion de majorité et d'opposition ou de coalition de pouvoir à l'issue de l'élection. La majorité et l'opposition se dessinent sujet par sujet, voire article par article, tant au niveau de l'exécutif (conseil fédéral) que du législatif. Ce point est essentiel au bon fonctionnement du système référendaire : le projet contesté n'est jamais le projet d'un parti ou d'une ligne gouvernementale, mais le projet du Parlement. Contrairement aux autres pays, le référendum n'est donc jamais un enjeu pour conserver ou quitter le pouvoir, de sorte qu'on ne peut pas parler d'un désaveu du Parlement lors du rejet d'un projet par le peuple.

### Système de milice
La politique suisse est caractérisée par un système de milice qui s'inscrit dans une longue tradition, non seulement dans le domaine de la défense, l'armée suisse étant une armée de milice, mais aussi dans le domaine politique. C'est ainsi que l'on parle de « Parlement de milice » pour désigner l'Assemblée fédérale, et on retrouve le même fonctionnement au niveau cantonal et communal dans la plupart des cantons.
Le système de milice est une « prise en charge bénévole, extra-professionnelle et honorifique d'une charge ou d'une fonction publique, peu ou pas dédommagée » ; ainsi, la majorité des députés exercent « une activité professionnelle parallèlement à leur mandat parlementaire » pour lequel ils ne perçoivent pas de salaire, mais une indemnité de présence d'approximativement 100 000 francs suisses par an pour un Conseiller national qui dispose également d'un accès gratuit aux transports publics.
Dans les faits, une fraction substantielle du parlement fédéral a toujours été composée de personnes faisant de la politique à plein-temps, soit parce qu'elles vivent de leurs indemnités, soit parce que leur activité politique est un prolongement de leur activité professionnelle.
Ce système, déjà présent dans l'ancienne confédération suisse, loué par Machiavel et inscrit dans la Constitution de la République helvétique, bien que disposant d’un large soutien au sein de la population suisse, est périodiquement remis en question, en particulier en ce qui concerne l'armée, avec notamment la création du Groupe pour une Suisse sans armée et les initiatives pour une Suisse sans armée,. Les arguments cités en faveur du système de milice sont l'absence de forme de « caste politique », le lien direct avec la population et des politiciens aux horizons professionnels divers, ainsi que le faible coût d'un tel système qui ne représente qu'environ 0,2 % des dépenses de la Confédération, ce qui en fait l'un des systèmes parlementaires les moins chers au sein de l'OCDE. Parmi les arguments en défaveur d'un tel système, certains citent l'absentéisme, tant il est difficile d'associer vie politique et vie professionnelle, mais aussi la difficulté croissante due aux dossiers qui deviennent de plus en plus techniques et complexes. On constate d'ailleurs dans certaines communes un manque d'intérêt des citoyens pour participer à la politique communale,.

## Autorités fédérales
La Constitution de la Suisse définit trois grandes autorités au niveau fédéral : l’Assemblée fédérale (pouvoir législatif), le Conseil fédéral (pouvoir exécutif) et les tribunaux fédéraux (pouvoir judiciaire). En théorie, l'Assemblée fédérale est l'autorité prépondérante : non seulement elle élit les membres du Conseil fédéral et du Tribunal fédéral, mais elle est également chargée du contrôle de ces instances. Cependant, les faibles moyens de l'Assemblée (formée de miliciens accompagnés par un nombre restreint de personnel de soutien) par rapport au Conseil fédéral donnent en pratique un poids plus important à ce dernier.

### Pouvoir législatif
Le pouvoir législatif est exercé par l'Assemblée fédérale (parlement), qui est l'autorité suprême de la Suisse (sous réserve des droits du peuple et des cantons). En plus de la législation, sa fonction la plus importante, l'Assemblée est chargée d'élire les membres du Conseil fédéral, mais sans possibilité de les démettre, le chancelier de la Confédération, les juges au Tribunal fédéral et, en cas de guerre ou de crise grave, le général commandant des armées. Elle remplit aussi une fonction de contrôle de l'administration et de la justice fédérales.
L'Assemblée fédérale est formée de deux chambres : le Conseil national, formé des représentants du peuple (200 députés), et le Conseil des États, formé des représentants des cantons (46 députés). Les deux chambres possédant les mêmes compétences, on qualifie le système suisse de « bicamérisme parfait ». Les deux conseils siègent séparément la plupart du temps, et toute décision requiert l'accord des deux chambres. Pour certaines décisions, telles que les élections, elles siègent simultanément, ce qui arrive en général quatre fois par année. Chaque conseil doit élire pour un an parmi ses membres un président ainsi qu'un premier et un second vice-présidents. Contrairement aux pays voisins, être un parlementaire en Suisse n'est pas considéré comme un métier ou une activité professionnelle. Les députés exercent donc leur mandat parallèlement à leur activité professionnelle et ne reçoivent pas un salaire, mais une indemnité.
Chaque conseil institue un certain nombre de commissions parlementaires, chacune chargée des sujets liés à un ou plusieurs thèmes. Les groupes parlementaires (formés de représentants d'un ou plusieurs partis politiques, un minimum de cinq élus étant requis pour créer un groupe) y sont représentés de façon proportionnelle aux nombres de sièges qu'ils détiennent. Jusqu'en 1991, les commissions étaient créées de façon ad hoc, et on pouvait en compter plus de 200 au sein d'un conseil. Depuis cette date, une douzaine de commissions permanentes ont été créées, et on estime que les parlementaires y passent environ trois quarts de leur temps. Les commissions sont entre autres chargées du premier examen de chaque projet de loi présenté aux conseils, et elles occupent une place importante, puisque dans plus de 90 % des cas, les chambres suivent l'avis de leurs commissions. Contrairement aux séances des conseils, celles des commissions ne sont pas ouvertes au public. En cas d'événements d'une grande portée sur lesquels il est nécessaire de faire la lumière, l'Assemblée fédérale peut constituer une commission d'enquête parlementaire, qui dispose de moyens d'enquête étendus au sein des autres organes fédéraux.
Afin d'assurer l'indépendance des membres de l'Assemblée fédérale, plusieurs catégories de personnes ne peuvent en faire partie, parmi lesquels les juges des tribunaux fédéraux, les commandants de l'armée ou les fonctionnaires fédéraux. De plus, les deux chambres ont édité, le 17 février 2006, une communication sur les « Incompatibilités entre le mandat de conseiller national ou de conseiller aux États et d’autres mandats ou fonctions », dans laquelle ces catégories sont encore précisées, tenant en particulier compte des éventuels conflits de loyauté ou d’intérêt pouvant survenir entre la fonction de membre de l'Assemblée et « l’exercice d’un quelconque autre mandat ou fonction », ce qui ne va pas sans causer de nombreux problèmes d'interprétation. Jusqu'à l'entrée en vigueur de la constitution de 1999, les ecclésiastiques étaient dans l'impossibilité légale de se faire élire au Conseil national.
Comme les deux conseils sont élus selon des modes différents (proportionnel pour le Conseil national, généralement majoritaire pour le Conseil des États), les majorités y sont très différentes.

#### Conseil national

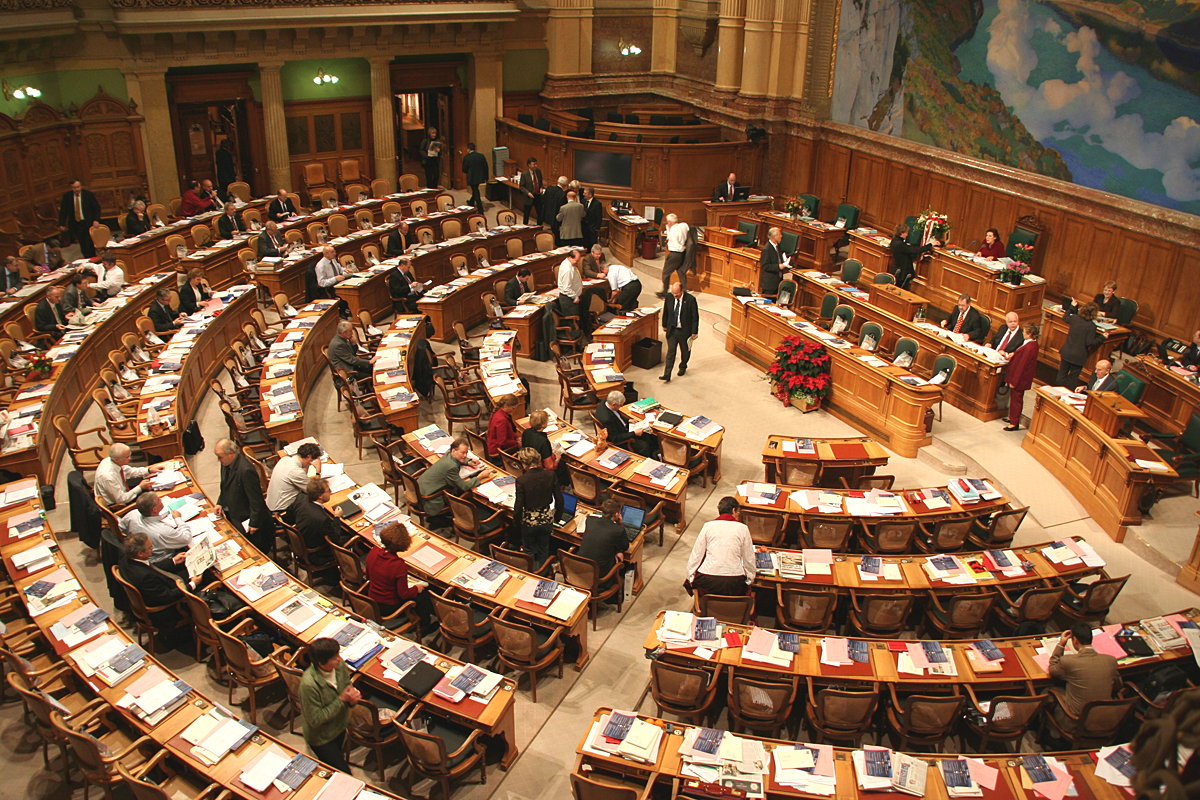
Le Conseil national.

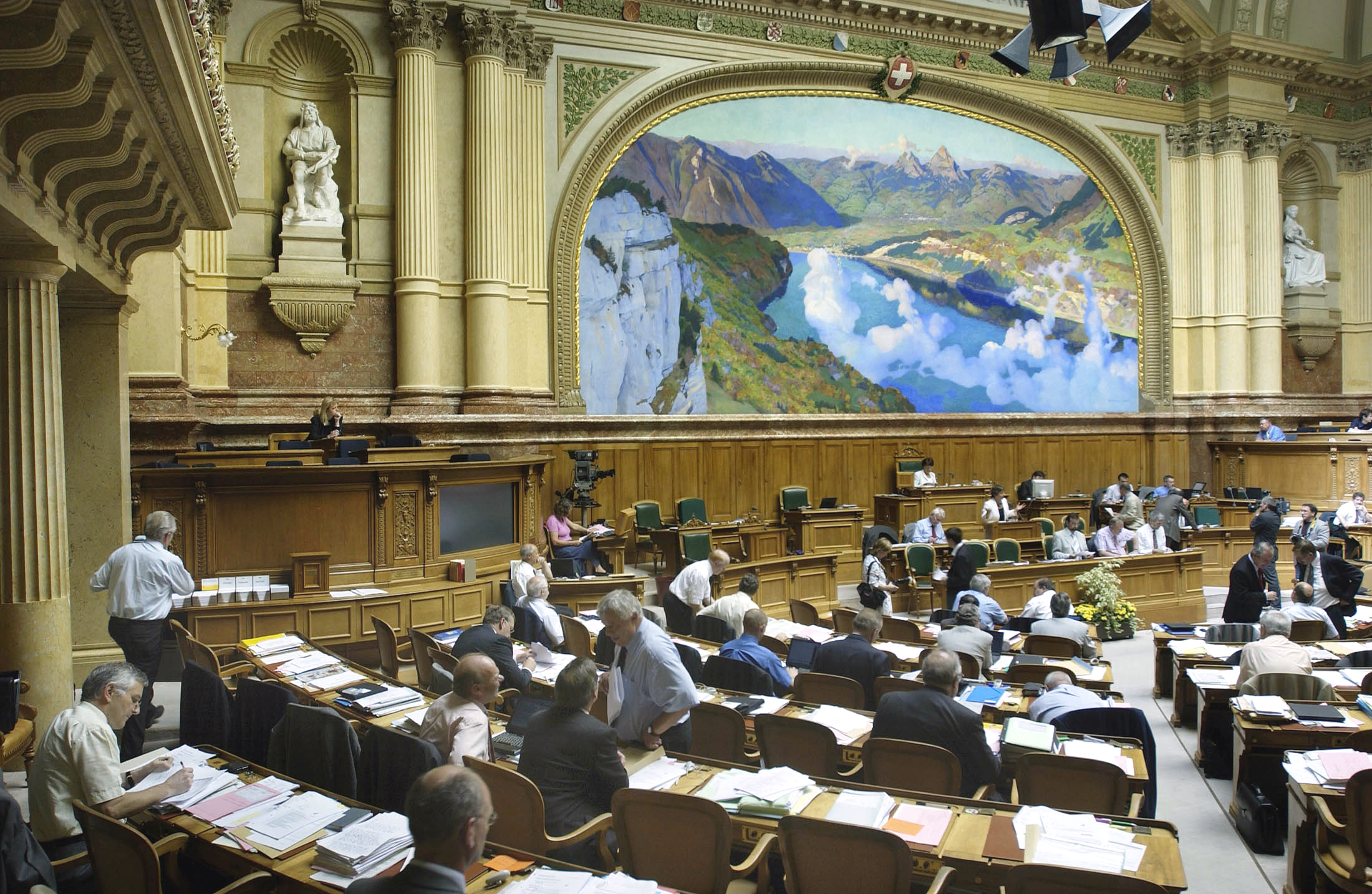
Le Conseil national.

Le Conseil national représente le peuple. Il est composé de 200 conseillers nationaux (députés) élus au suffrage proportionnel tous les 4 ans. Chaque canton constitue une circonscription électorale qui élit au moins 1 député même si sa population est inférieure à la moyenne nationale d’habitants pour un siège, qui est actuellement de 36 000 habitants (Zurich a 34 sièges, Appenzell Rhodes-Intérieures, Appenzell Rhodes-Extérieures, Glaris, Nidwald et Obwald en ont 1 chacun).
Le Conseil national a subi peu de modification au cours de l'histoire. Lors de sa création, en 1848, le nombre total de sièges est de 111 soit 1 siège pour 20 000 habitants. Ce nombre n'est pas fixe et évolue proportionnellement à la croissance de la population suisse jusqu'en 1962 où l'on établit le nombre de sièges définitif à 200. La durée du mandat, d'abord fixée à 3 ans, passe à 4 ans en 1931.
Jusqu'en 1919, les membres du Conseil national sont élus au système majoritaire. En 1900, une première initiative populaire demandant l'introduction du système proportionnel est soumise à la sanction de la « double majorité » : elle est rejetée par le peuple (59,1 %) et par les cantons ; en 1910, une deuxième initiative est acceptée par les cantons, mais refusée par le peuple (52,5 %). Finalement, en 1918 une troisième initiative sur le même sujet est acceptée à la fois par le peuple (66,8 %) et par les cantons. Le système proportionnel est appliqué pour la première fois lors des élections fédérales de 1919, provoquant la perte pour le parti radicalde 45 de ses 105 sièges.
Les élections fédérales de 2019 ont vu une très forte augmentation des sièges Verts (+17) et Vert'libéraux (+8). Tous les partis gouvernementaux perdent du terrain : L'union démocratique du centre (−11), le parti socialiste (−4), le parti libéral-radical (−4) et le parti démocrate-chrétien (−2).
Pour la législature 2019-2023, la composition du Conseil national est la suivante :
|  | Partis                              | Sigles      | Groupe | Tendances politiques               | Sièges CN (± 2015) | % des voix (± 2015) |
|  | ----------------------------------- | ----------- | ------ | ---------------------------------- | ------------------ | ------------------- |
|  | Union démocratique du centre        | UDC         | V      | conservateur/libéral/souverainiste | 53 (−12)           | 25,6 (−3,8)         |
|  | Parti socialiste                    | PSS         | S      | social-démocrate                   | 39 (−4)            | 16,8 (−2)           |
|  | Parti libéral-radical               | PLR         | RL     | libéral/radical                    | 29 (−4)            | 15,1 (−1,3)         |
|  | Les Verts                           | LV          | G      | écologiste                         | 28 (+17)           | 13,2 (+6,1)         |
|  | Parti démocrate-chrétien            | PDC         | CE     | démocrate chrétien/centre droit    | 25 (−2)            | 11,4 (−0,2)         |
|  | Vert'libéraux                       | PVL         | GL     | écologiste/social-libéral          | 16 (+9)            | 7,8 (−+3,2)         |
|  | Parti bourgeois-démocratique        | PBD         | BD     | libéral/conservateur               | 3 (−4)             | 2,4 (−1,7)          |
|  | Parti évangélique                   | PEV         | CE     | chrétien/centre gauche             | 3 (+1)             | 2,1 (+0,1)          |
|  | Parti suisse du travail-SolidaritéS | PST-POP/Sol | G      | extrême gauche                     | 2 (+1)             | 1,0 (+0,1)          |
|  | Union démocratique fédérale         | UDF         | V      | régionaliste/populiste             | 1 (+1)             | 1,0 (−0,2)          |
|  | Ligue des Tessinois                 | Lega        | V      | régionaliste/populiste             | 1 (−1)             | 0,8 (−0,2)          |

- BD = Bourgeois démocratique
- CE = Christlich, Evangelisch (Chrétien & évangélique)
- G = Grün (Verts)
- GL = Grünliberal (Verts libéraux)
- RL = Radical libéral
- S = Socialiste
- V = Volkspartei (traduction de l'UDC en français littéral : parti du Peuple (Volks))

#### Conseil des États

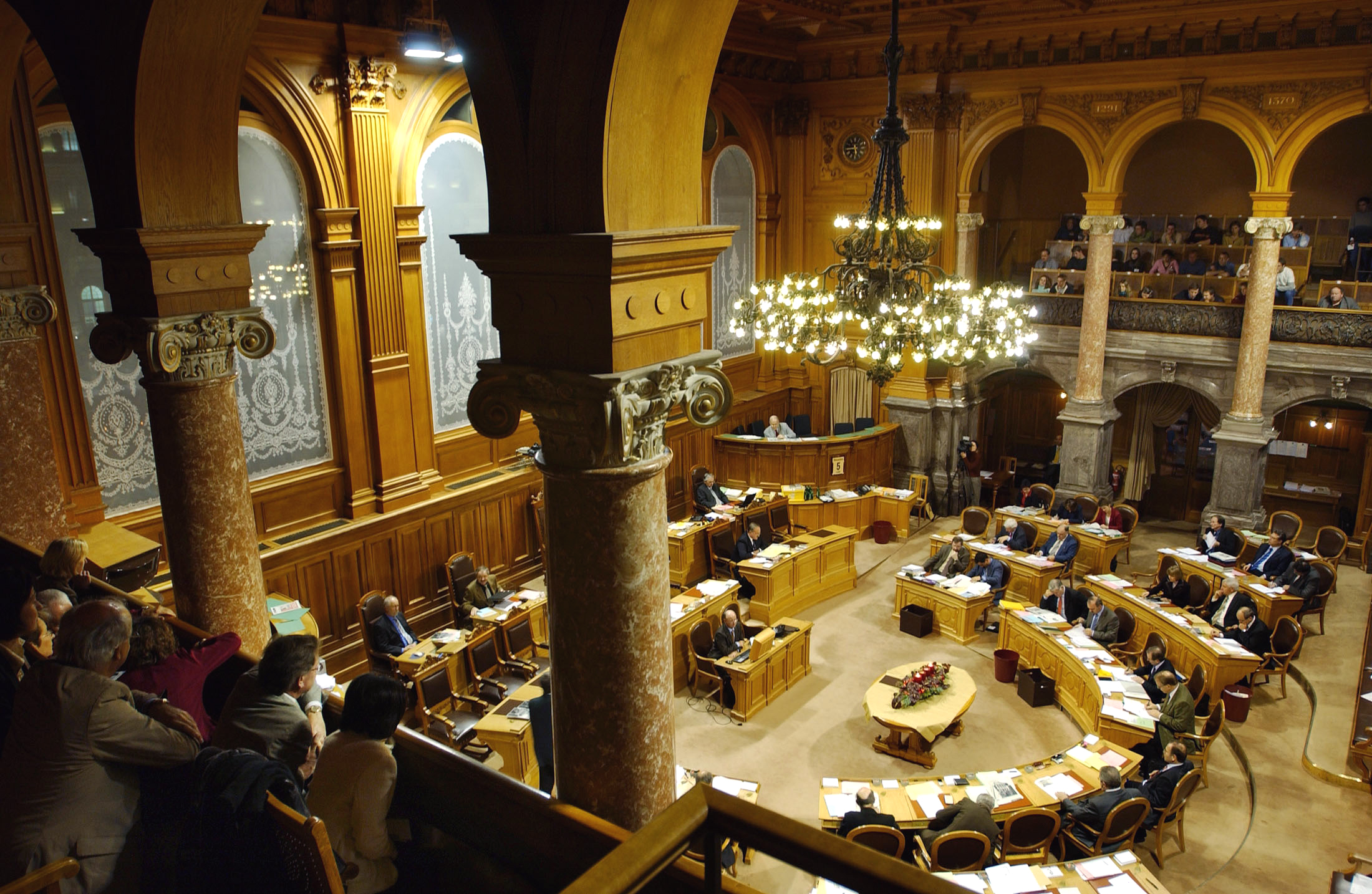
Le Conseil des États.

Le Conseil des États (à ne pas confondre avec le « Conseil d'État », qui est souvent le nom de l'exécutif dans les cantons suisses) représente les cantons. Il compte 46 conseillers aux États répartis à raison d’un siège pour chacun des 6 cantons d'Obwald, Nidwald, Bâle-Ville, Bâle-Campagne, Appenzell Rhodes-Extérieures et Appenzell Rhodes-Intérieures (appelés demi-cantons dans la constitution de 1874, aujourd’hui remplacée par celle de 1999 qui n'utilise plus ce terme) et de deux sièges pour chacun des 20 autres cantons. Le mode de désignation des conseillers est déterminé par la législation de chaque canton. Le nombre de sièges n'a changé qu'une fois au cours du temps, lors de la création en 1979 du Canton du Jura, qui a nécessité l'ajout de deux sièges.
Actuellement, tous les cantons ont instauré l’élection par le peuple et au suffrage majoritaire, à l’exception des cantons du Jura et de Neuchâtel qui ont adopté le suffrage proportionnel. L'utilisation prépondérante du suffrage majoritaire a pour conséquence une composition relativement stable, et généralement plus conservatrice que celle du Conseil national, avec une majorité répartie entre le Parti libéral-radical et le Parti démocrate-chrétien. Lors des élections fédérales de 2019, on observe une forte progression des Verts avec 5 sièges (+4), une faible progression de l'UDC avec 6 sièges (+1), une stagnation du PDC qui reste la plus grande force de la chambre haute avec 13 sièges, une légère baisse du Parti libéral-radical avec 12 sièges (−1) et une baisse importante du Parti socialiste avec 9 sièges (−3). Le conseiller aux États Thomas Matter conserve son siège en tant qu'indépendant, tandis que le PBD perd son unique siège.
|  | Partis                       | Sigles | Tendances politiques              | Sièges | +/− 2015 |
|  | ---------------------------- | ------ | --------------------------------- | ------ | -------- |
|  | Parti démocrate-chrétien     | PDC    | centriste                         | 13     | ±        |
|  | Parti libéral-radical        | PLR    | libéral/radical                   | 12     | −1       |
|  | Parti socialiste             | PSS    | social-démocrate                  | 9      | −3       |
|  | Union démocratique du centre | UDC    | conservateur/libéral/nationaliste | 6      | +1       |
|  | Les Verts                    | LV     | écologiste                        | 5      | +4       |
|  | Divers droite                | DVD    | conservateur                      | 1      | ±        |
|  | Parti bourgeois-démocratique | PBD    | libéral/conservateur              | 0      | −1       |

#### Processus législatif
L'impulsion pour un nouveau projet législatif peut venir de différents acteurs. Le plus souvent, c'est le Conseil fédéral qui propose une loi à l'Assemblée fédérale. Celle-ci peut également demander au Conseil, par le biais d'une motion ou d'un postulat, de faire une telle proposition, ou proposer directement un projet de loi. Le peuple lui-même peut, via le droit d'initiative, pousser le parlement à légiférer. Finalement, les cantons disposent eux aussi d'un droit d'initiative.
En général, une fois l'impulsion donnée, l'administration fédérale prépare un avant-projet de loi (ou de modification de la constitution), qui peut ensuite être soumis à différents fonctionnaires de l'administration ou experts extérieurs. Une commission d'experts comprenant des représentants de différents groupes d'intérêts, partis politiques et autorités publiques établit alors un projet de loi qui fera l'objet d'une procédure de consultation organisée par le Conseil fédéral. Au cours de celle-ci, prévue par la Constitution et encadrée par la loi, les partis politiques, les cantons et les milieux intéressés sont invités à soumettre leurs commentaires sur le projet. L'administration fédérale rédige ensuite le projet de loi qui sera soumis à l'Assemblée fédérale par le Conseil fédéral, accompagné de son « message » qui détaille les motivations du projet, la procédure suivie et commente le texte proposé.
Les présidents des deux chambres s'accordent tout d'abord sur le choix de celle qui traitera le projet en premier lieu. Le projet est alors transmis à la commission compétente de cette chambre prioritaire, pour examen et élaboration d’une recommandation de décision pour le plénum (l'ensemble des parlementaires de la chambre concernée). Celui-ci décidera d'abord de l'entrée en matière sur le projet, puis, si elle est acceptée, discutera du texte article par article en le modifiant si nécessaire, avant de voter sur l'ensemble du projet. S'il est accepté, le projet passera ensuite à l'autre chambre, qui peut l'accepter ou l'amender. Dans ce dernier cas, il fait la « navette » entre les deux chambres, jusqu'à ce que toutes deux acceptent le même texte (ce qui arrive dans 90 % des cas après que chaque chambre a traité le projet deux fois). Dans le cas contraire, une procédure de conciliation est mise en place avec des représentants de chaque chambre pour arriver à un compromis ; si cette procédure n'aboutit pas, le projet est abandonné.
Si les deux chambres acceptent le projet, celui-ci est publié et la période référendaire de 100 jours commence. Si elle n'aboutit pas à un référendum, ou si celui-ci échoue en votation, la loi entre en vigueur.

### Pouvoir exécutif
Le pouvoir exécutif qui prend la forme d’un régime directorial est exercé par le Conseil fédéral, formé de sept membres, élus ou réélus par l'Assemblée fédérale — le même jour, mais l'un après l'autre — pour un mandat de quatre ans renouvelable. Traditionnellement, un conseiller fédéral est réélu jusqu'à sa démission et les cas de non réélections sont extrêmement rares (quatre entre 1848 et 2007, sur un total de 110 conseillers fédéraux). La loi ne prévoit aucune procédure pour destituer un conseiller ou dissoudre le Conseil avant l'échéance.
Chacun des membres du Conseil est responsable de l'un des sept départements de l'administration fédérale, mais le Conseil lui-même fonctionne selon le principe de la collégialité,,. Le plus possible, les décisions sont prises par consensus. À défaut, un vote a lieu parmi les 7 conseillers fédéraux, et ceux qui se sont opposés à une mesure finalement adoptée par le collège doivent tout de même la défendre au nom de celui-ci ; ce principe a connu quelques entorses ces dernières années, notamment lors de campagnes précédant des votations,.
Le président de la Confédération est élu au sein du Conseil par l'Assemblée fédérale, pour un an. C'est un primus inter pares avec un simple rôle de représentation et dont l'élection se fait traditionnellement par tournus d'ancienneté entre les membres.
Avec la Chancellerie fédérale, état-major du Conseil fédéral dirigé par Viktor Rossi, les départements fédéraux forment l’administration fédérale. Au 1er janvier 2023, les départements étaient répartis de la manière suivante : 
- le Département fédéral des affaires étrangères (DFAE) dirigé par Ignazio Cassis ;
- le Département fédéral de l'intérieur (DFI) dirigé par Élisabeth Baume-Schneider ;
- le Département fédéral de justice et police (DFJP) dirigé par Beat Jans ;
- le Département fédéral de la défense, de la protection de la population et des sports (DDPS) dirigé par Viola Amherd, également présidente de la Confédération suisse depuis 2024 ;
- le Département fédéral des finances (DFF) dirigé par Karin Keller-Sutter ;
- le Département fédéral de l'économie, de la formation et de la recherche (DEFR) dirigé par Guy Parmelin ;
- le Département fédéral de l'environnement, des transports, de l'énergie et de la communication (DETEC) dirigé par Albert Rösti.

La loi ne fixe que peu de critères sur la représentativité des membres du Conseil. Jusqu'en 1999, un canton ne pouvait y avoir qu'un seul représentant, mais, devant la difficulté d'application de cette règle, elle fut modifiée pour une formule plus générale indiquant que les différentes régions et communautés linguistiques devaient être équitablement représentées. Au-delà de ce critère légal, toute une série de règles non écrites entrent en jeu au moment d'élire un nouveau conseiller fédéral, la prise en compte à la fois des parti, langue et canton d'origine des candidats et de la parité homme-femme, rendant certaines fois difficile le choix d'un candidat idéal.
La règle informelle la plus importante est la « formule magique », introduite le 17 décembre 1959, qui fixe la répartition des sièges en fonction de la force des partis à l'Assemblée fédérale. Entre 1959 et 2003, les sièges étaient répartis entre deux socialistes, deux radicaux, deux démocrates-chrétiens et un démocrate du centre. À la suite de la progression de l'Union démocratique du centre (UDC) dans les années 1990, l'Assemblée fédérale décide en décembre 2003 de ne pas réélire la conseillère fédérale démocrate-chrétienne Ruth Metzler-Arnold, évincée au profit du candidat de l’UDC Christoph Blocher. Le 12 décembre 2007, celui-ci n'est à son tour pas réélu, mais devancé et remplacé par la grisonne Eveline Widmer-Schlumpf, membre du même parti. Elle n'avait pas fait acte officiel de candidature, mais finit par accepter son élection le 13 décembre, contre l'avis de son parti. L'UDC demande alors à sa section grisonne l'exclusion de la nouvelle conseillère fédérale, provoquant la création d'un nouveau parti, le Parti bourgeois-démocratique, lequel est ainsi présent au Conseil fédéral de 2007 à 2015, malgré sa faible représentation à l'Assemblée fédérale. Son siège a depuis été attribué de nouveau à l'UDC.
En 2019, Les Verts deviennent la quatrième force politique suisse, dépassant le PDC lors des élections fédérales d'octobre avec 13 % des suffrages. Le parti propose alors sa présidente Regula Rytz comme candidate au Conseil fédéral face au ministre PLR Ignazio Cassis dont le parti est, selon Les Verts, trop représenté au gouvernement. Regula Rytz échoue dans sa tentative et Ignazio Cassis est réélu.

### Pouvoir judiciaire

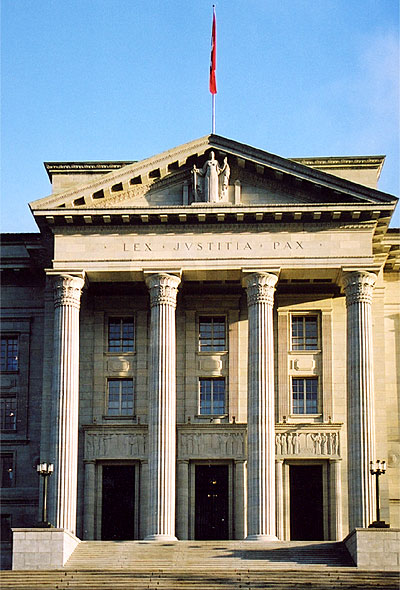
Le Tribunal fédéral.

Chaque canton possède son propre système judiciaire dont les tribunaux statuent, en règle générale, dans tous les domaines. Depuis 2011, la procédure tant civile que pénale a été unifiée au niveau fédéral à la suite d'un processus lancé au début des années 2000. Le Tribunal fédéral (TF) est l’autorité judiciaire suprême de la Confédération et s'assure de l'application uniforme du droit dans tout le pays ; c'est donc la dernière instance de recours pour toutes les questions touchant au droit fédéral. Dans certaines matières, le Conseil fédéral ou, plus rarement encore, l’Assemblée fédérale peuvent être saisis d’un recours.
La Confédération dispose de tribunaux compétents pour les contentieux générés par ses administrations ou touchant à des matières supra-cantonales : le Tribunal pénal fédéral (TPF), qui siège à Bellinzone juge les crimes fédéraux ou la grande délinquance. Depuis le 1er janvier 2007, le Tribunal administratif fédéral (TAF), dont le siège est à Saint-Gall, est entré en fonction dans des locaux provisoires situés dans le canton de Berne. Créé comme le TPF dans le but de décharger le Tribunal fédéral, il statue en première instance sur les recours dirigés contre les décisions de l’administration fédérale, ce qui a entraîné la suppression de nombreuses et diverses commissions de recours qui statuaient en première instance.
Le Tribunal fédéral, dont le siège est à Lausanne, comporte diverses subdivisions. Jusqu'au 31 décembre 2006, le droit des assurances sociales était du ressort du Tribunal fédéral des assurances (TFA) (Cour des assurances sociales du Tribunal fédéral) dont le siège était à Lucerne. Depuis le 1er janvier 2007, le Tribunal fédéral des assurances a été intégré plus complètement dans le Tribunal fédéral, lequel est dorénavant aussi en matière d'assurances sociales la dernière instance en Suisse. Les cours compétentes en matière de droit des assurances sociales continuent de siéger à Lucerne. Le TF connaît deux types de recours : le recours ordinaire (dit aussi « unifié » depuis l'entrée en vigueur de la LTF) est la voie normale de recours contre les décisions cantonales de dernière instance. Le recours constitutionnel subsidiaire, qui ne permet de faire valoir que la violation de droits fondamentaux, n'est ouvert que lorsqu'un recours ordinaire est impossible : il garantit ainsi au justiciable l'accès au juge fédéral.
Les juges fédéraux sont élus par l’Assemblée fédérale en tenant compte de la diversité linguistique du pays. Leur mandat, renouvelable, est de 6 ans. En principe, tout citoyen du pays peut devenir juge fédéral, sans condition de formation juridique. Mais en pratique, on favorise les personnes ayant une connaissance du droit et l’on veille à une représentation des principales forces politiques.

## Partis politiques

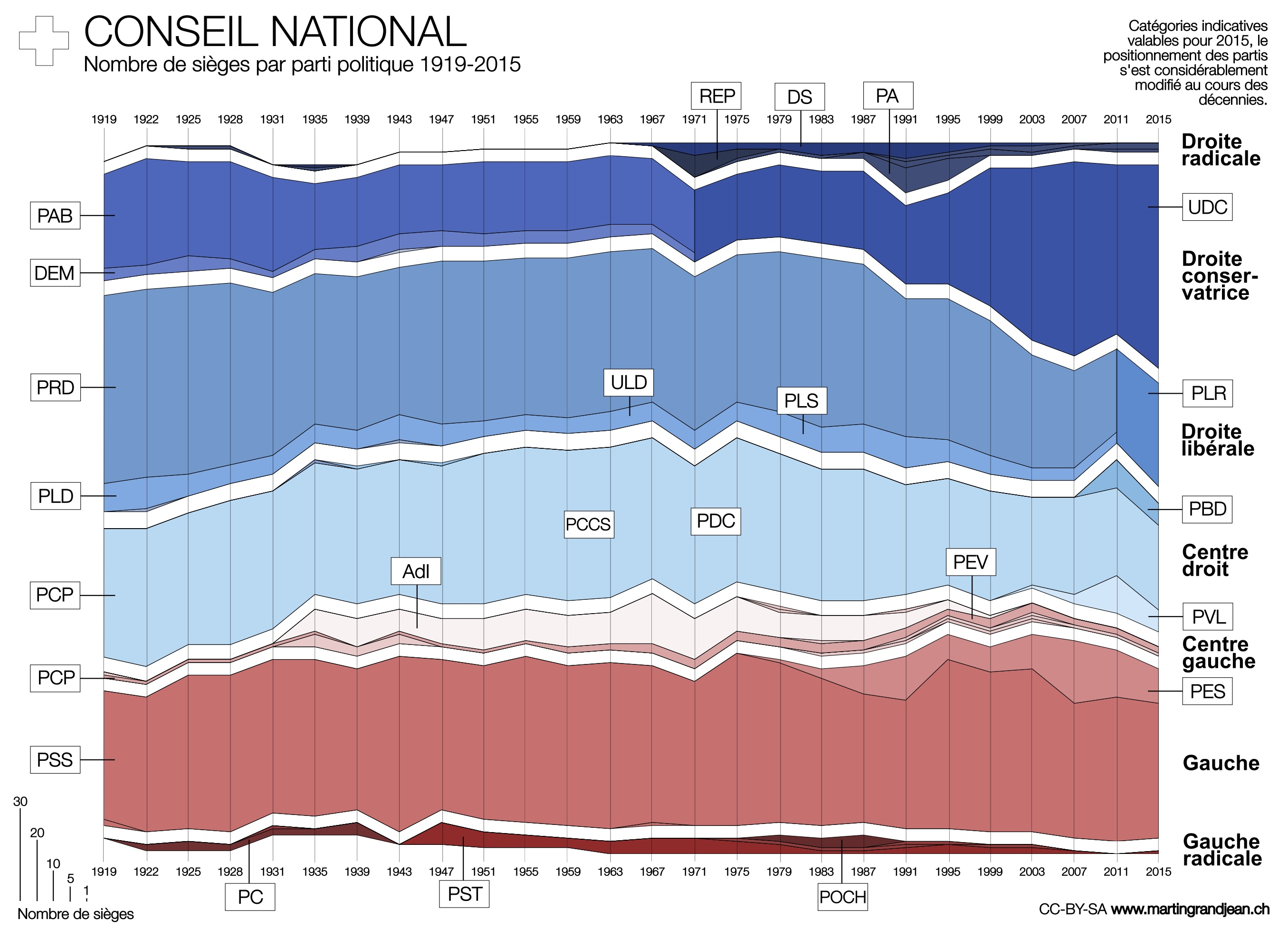
Proportion des partis politiques au Conseil national (1919-2015).

Les partis politiques sont extrêmement nombreux en Suisse, provoquant une fragmentation importante du paysage politique, mais tous n'ont pas la même importance. Les quatre partis principaux, présents dans la plupart des cantons, sont ceux qui ont un représentant au Conseil fédéral : parfois nommés « partis gouvernementaux », ce sont le Parti socialiste, le Parti démocrate-chrétien, le Parti libéral-radical (créé par la fusion, au 1er janvier 2009, du Parti radical-démocratique et du Parti libéral) et l’Union démocratique du centre qui représentent, à eux quatre, environ 80 % des électeurs. Ils ne sont toutefois pas les seuls partis représentés au Conseil national : le plus important des partis non-gouvernementaux, Les Verts, y compte 28 députés.
Certains partis ne sont présents qu'à l'échelle cantonale ou régionale. Ainsi, avant sa fusion avec le Parti radical-démocratique, le Parti libéral suisse, premier parti au Grand Conseil du Canton de Genève, également présent dans les cantons de Vaud et de Neuchâtel, n'avait qu'une place restreinte à l'Assemblée fédérale. D'autres occupent soudainement la scène politique à la suite d'un succès électoral, certains d'entre eux disparaissant après quelques législatures. Ainsi, en 1985, un Parti des automobilistes est créé en réaction à la vague politique écologiste d'alors ; comptant jusqu'à 8 députés au Conseil national, il deviendra ensuite le Parti suisse de la liberté, proche des idées de l'UDC. À Genève, le parti d'extrême-droite Vigilance devient la deuxième force du canton en 1985, avant de disparaître totalement en 1993. En 2005, le Mouvement citoyens genevois obtient à sa première participation 9 sièges au Grand Conseil, puis devient le troisième parti du canton aux élections de 2009.
La Suisse se présente comme une « démocratie de concordance », expression qui rejoint le terme de « consociationalisme » employé par le politologue Arend Lijphart pour décrire le système politique du pays : au lieu de ne prendre de décision que selon le principe de la majorité, celui-ci favorise le consensus et la recherche de solutions « à l'amiable » entre les grands partis politiques. Ainsi l'opposition n'a pas en Suisse d'existence significative, n'étant constituée que de partis politiques de taille négligeable. Ce système est toutefois rendu responsable de l'immobilisme de la politique et de la faiblesse idéologique des partis suisses, avec pour conséquences la naissance de mouvements politiques temporaires, spécialement créés lors de votations sur un sujet donné, et des dissidences dans les grands partis eux-mêmes,.
En lien avec le système fédéraliste, les partis suisses sont constitués tout d'abord de leurs sections cantonales, indépendantes, qui se réunissent ensuite au niveau fédéral. La ligne du parti cantonal est souvent dictée avant tout par des considérations locales et les sections d'un même parti peuvent avoir des positionnement très différents d'un canton à l'autre. Une personnalité politique est membre du parti de son canton et non d'un parti national. Pour cette raison, quand Eveline Widmer-Schlumpf a accepté son élection au Conseil fédéral en 2007 contre l'avis de sa formation, l'UDC, celle-ci ne pouvait l'exclure parce que la section grisonne, dont elle était membre, s'y opposait. Pour arriver à ses fins, le parti a dû exclure la section entière.
Si la constitution fédérale reconnaît le rôle des partis politiques depuis sa révision en 1999, leur activité n'est que très peu encadrée par la loi ; la première loi sur la transparence des financements des partis politiques a été votée en 2021.

## Droits civiques

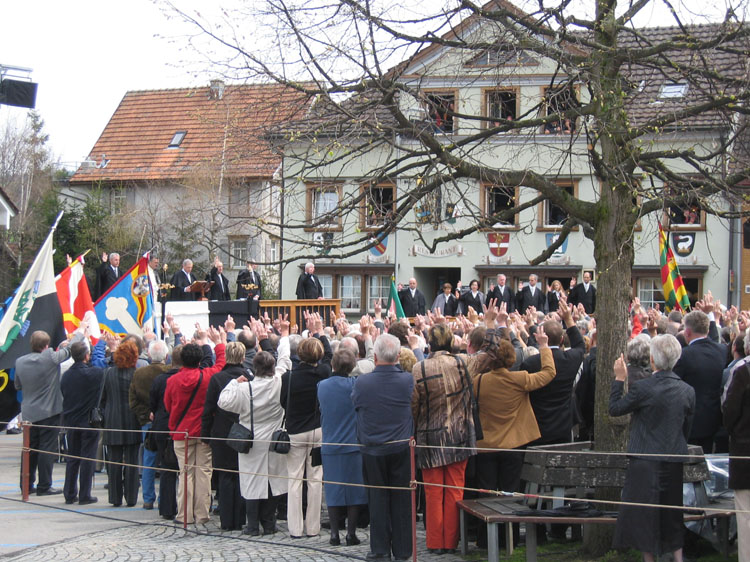
Une Landsgemeinde.

### Généralités
Une particularité de la démocratie suisse est que le peuple (tout citoyen suisse majeur et capable de discernement) garde en permanence un contrôle sur ses élus et peut intervenir directement dans la prise de décision. En effet la Suisse est une démocratie que l’on peut qualifier de semi-directe, dans le sens où elle rassemble des éléments de démocratie représentative (élection des membres des parlements ainsi que des exécutifs cantonaux) et de démocratie directe. Le corps électoral dispose de deux instruments qui lui permettent d’agir sur un acte décidé par l'État : il s'agit du référendum, qui peut être facultatif ou obligatoire, et de l’initiative populaire, qui est le droit pour une fraction du corps électoral de déclencher une procédure permettant l’adoption, la révision ou l'abrogation d’une disposition constitutionnelle.
Ces possibilités sont fréquemment utilisées, ce qui fait de la Suisse un pays où l’on vote très souvent (en moyenne 4 à 5 fois par an), avec généralement plusieurs objets soumis en même temps. Depuis 1848, le peuple suisse a voté sur plus de 500 objets fédéraux (initiatives et référendums) ; le plus grand nombre de sujets soumis au vote le même jour est de 9 (18 mai 2003). En cas d’adhésion à l’Union européenne, ce système devrait être réformé pour garantir une transposition des directives dans les délais. De plus, les initiatives incompatibles avec le droit européen devraient être invalidées, dans la mesure où le droit communautaire prime sur le droit national. La crainte d’une perte de souveraineté est d’ailleurs l’un des arguments des opposants à cette adhésion.

### Niveau fédéral

#### Initiative populaire
Également nommée « initiative formulée », l'initiative populaire permet aux citoyens suisses de rédiger un texte créant ou modifiant un article constitutionnel. Pour le faire aboutir, ils doivent, dans un délai de 18 mois à compter de la publication officielle de leur initiative par la Chancellerie fédérale, récolter 100 000 signatures (soit environ 2,1 % du corps électoral) en vue de le proposer en votation. S'ils y parviennent, la proposition est soumise au peuple et doit obtenir la double majorité, à savoir celle des votants et celle des cantons (pour tenir compte des petits cantons).
Dans la constitution de 1848, seule une révision totale de la constitution pouvait être proposée par une initiative ; ce n'est qu'en 1891 que la possibilité d'une révision partielle fut introduite. Sur les 169 initiatives soumises au vote entre 1891 et octobre 2009, seules 16 ont été acceptées. Ce taux d'échec de plus de 90 % est dû en partie au fait que les initiatives sont souvent utilisées par des forces d'opposition, et donc généralement combattues par le gouvernement au moment de la votation ; en particulier, les forces d'opposition de gauche ont beaucoup utilisé cet outil dans le but d'étendre l'État social en Suisse, tandis que l'opposition d'extrême-droite a lancé une série d'initiatives xénophobes.
Parmi les dernières acceptées, on peut noter l'initiative pour un moratoire sur la construction de nouvelles centrales nucléaires (acceptée le 23 septembre 1990 par 54,5 % des votants), l'initiative pour l'adhésion de la Suisse à l'ONU (acceptée le 3 mars 2002 par 54,6 % des votants ; fait rare, elle était soutenue par le gouvernement), l'introduction d'un jour de fête nationale férié le 1er août (le 26 septembre 1993, 83,8 %), l'initiative pour l'internement à vie des délinquants sexuels (8 février 2004, 56,2 %) et l'initiative pour l'imprescriptibilité des actes de pornographie enfantine (30 novembre 2008, 51,9 %).
Cependant, l'influence des initiatives sur la politique fédérale est beaucoup plus importante que leur faible taux de succès ne le laisse entendre, car elles ont souvent des effets indirects ; en particulier, l'Assemblée fédérale peut décider d'intégrer tout ou partie du texte d'une initiative dans celui d'une loi. Ainsi, entre 1945 et 1978, si une seule initiative a été acceptée sur 39 soumises au vote, on estime qu'un tiers d'entre elles ont remporté de cette façon au moins un succès partiel. Les initiatives contribuent également à modifier l'opinion publique, ou à attirer son attention sur les sujets traités ; si cette influence est difficile à mesurer, elle n'est probablement pas négligeable. Ainsi, si l'initiative « pour une Suisse sans armée et pour une politique globale de paix » du Groupe pour une Suisse sans armée a été refusée le 26 novembre 1989, l'ampleur inattendue du soutien (36,6 % d'avis favorables) a contribué à faire bouger les esprits, poussant le parlement à réformer l'armée. De la même façon, si à l'exception de celle du 29 novembre 2009 contre la construction de minarets, aucune des initiatives xénophobes de l'extrême-droite n'a été acceptée, elles ont eu une influence importante sur l'opinion publique et sur la politique d'immigration du gouvernement.

#### Initiative populaire générale
Un instrument supplémentaire, l'initiative populaire « législative » ou « générale » a été ajouté à la constitution en 2003. En permettant à 100 000 citoyens de demander à l’Assemblée fédérale de légiférer sur un sujet donné, elle visait à éviter d’ancrer dans la constitution des points qui devraient plutôt figurer dans une loi. En 2008, l'Assemblée fédérale propose de la supprimer, la considérant comme impossible à mettre en application ; soumis au référendum obligatoire, l'arrêté fédéral du 19 décembre 2008 sur sa suppression est accepté le 27 septembre 2009 par le peuple et les cantons,,.

#### Référendum obligatoire
Toute révision de la constitution, toute adhésion à des organisations supranationales, ainsi que les lois fédérales déclarées urgentes, dépourvues de base constitutionnelle et dont la durée dépasse 1 an doivent être soumises au vote du peuple et des cantons (double majorité requise). Entre 1848 et 1997, 201 objets au total ont été soumis au référendum obligatoire et 146 d'entre eux (soit 72 %) ont été acceptés.
Le référendum obligatoire pour toute modification constitutionnelle est introduit dans la constitution de 1848. En 1949, il est étendu à tous les arrêtés fédéraux mis en vigueur d'urgence et qui dérogent à la constitution. Cette extension fait suite à l'utilisation intensive de la clause d'urgence, qui avait permis de mettre en place dans les années 1930 une centaine de mesures non-soumises au référendum facultatif ; en 1946, l'initiative populaire « Retour à la démocratie directe » est lancée en réaction à ces mesures ; elle est acceptée le 11 septembre 1949 par 50,7 % des votants et 11 cantons et 3 demi-cantons, introduisant cette extension du référendum obligatoire. Depuis 1977, l'adhésion à des organisations de sécurité collective (telles que l'ONU ou l'OTAN) ou à des communautés supranationales (telles que l'Union européenne) est également obligatoirement soumise à l'approbation du peuple et des cantons.

#### Référendum facultatif
Introduit à l'occasion de la révision de la constitution en 1874, le référendum facultatif permet à 50 000 citoyens ou huit cantons de demander une votation sur une loi, certains arrêtés fédéraux et certains traités internationaux. Les signatures appuyant la demande doivent être déposées dans un délai de 100 jours à compter de la publication officielle du texte contesté dans la Feuille fédérale. Contrairement au référendum obligatoire, seule la majorité simple (des votants, et non des cantons) est requise.
Le droit de référendum des cantons n'a été utilisé qu'une seule fois entre 1874 et 2009, en 2003. Le seuil de huit cantons a été fixé de manière à empêcher que les sept cantons du Sonderbund ne soient en mesure d'exiger seuls un référendum et de paralyser ainsi le système. En pratique, la plupart n'ont pas fixé de règles pour l'utilisation de ce droit et près de la moitié d'entre eux ne seraient pas en mesure de le mettre en œuvre dans le délai requis.
Entre 1874 et 1997, sur un total de 1 888 décisions prises par l'Assemblée fédérale et pouvant être soumises au référendum facultatif, celui-ci a été demandé 129 fois (7 %) et accepté dans à peu près la moitié de ces cas (62 fois). Si l'utilisation du droit de référendum peut paraître faible, sa simple existence a un important effet indirect sur le processus législatif, car les différents acteurs sont poussés à rechercher des solutions de consensus afin d'éviter sa mise en œuvre. Selon Hans-Peter Kriesi, le référendum facultatif est un instrument particulièrement apprécié de la droite conservatrice, lui permettant de faire échouer des projets qui vont trop loin à ses yeux.
Lors de son introduction en 1874, le référendum facultatif ne concerne que les lois et les arrêtés fédéraux de portée générale ; le nombre de citoyens requis pour le demander est alors de 30 000. À partir de 1921, il peut aussi être demandé au sujet des traités internationaux à durée indéterminée et qui ne sont pas dénonçables ; il est étendu en 1977 à ceux qui prévoient l'adhésion à une organisation internationale, ou qui entraînent une unification multilatérale du droit. En 1949, dans le cadre de l'initiative populaire « Retour à la démocratie directe », son champ d’application est étendu aux arrêtés fédéraux mis en vigueur d'urgence. Le 25 septembre 1977, le peuple et les cantons acceptent d'élever le nombre de signatures requises à 50 000. Au-delà de ces exemples, les citoyens se sont le plus souvent opposés aux propositions d'extension du droit de référendum, par exemple en matière financière (refusée le 30 septembre 1956), sur l'équipement en armes atomiques (refusée le 26 mai 1953), ou en matière de dépenses militaires (refusée le 5 avril 1987).

#### Double majorité
Pour garantir une représentation des cantons de taille modeste et pour tenir compte de la diversité culturelle, religieuse et linguistique, les votations modifiant la constitution requièrent la « double majorité du peuple et des cantons » pour être acceptées.
Entre les petits cantons qui ont une population d'une dizaine de milliers d'habitants et certains qui approchent le million, un système qui prendrait en compte uniquement la population suisse dans sa globalité provoquerait un problème de représentation des minorités. Pour pallier ce problème, les objets de votation modifiant la constitution (l'initiative populaire et le référendum obligatoire), sont soumis au peuple et aux cantons. En pratique, pour que l'objet soit accepté, il faut que la majorité des votants suisses l'approuvent ainsi que la population de la majorité des cantons. Dans ce système, les six cantons anciennement appelés « demi-cantons » (Obwald, Nidwald, Bâle-Ville, Bâle-Campagne, Appenzell Rhodes-Extérieures et Appenzell Rhodes-Intérieures) ne disposent que d'une demi-voix chacun, alors que les autres possèdent une voix entière.
Cette disposition provoque des incertitudes dans les pronostics lors des votations, étant donné les avis différents selon les clivages régionaux. Par exemple, en 1994, une votation sur l'introduction dans la constitution d’un article facilitant l'obtention de la nationalité suisse pour les jeunes étrangers fut rejetée malgré l'acceptation de 52,8 % du corps électoral, car une majorité de cantons (11 cantons et 4 demi-cantons, contre 9 cantons et 2 demi-cantons) refusa le projet. À l'inverse, en 1910, une initiative populaire demandant l'élection du Conseil national au suffrage proportionnel avait été refusée par le peuple (52,5 %), bien qu'acceptée par les cantons (10 cantons et 4 demi-cantons, contre 9 cantons et 2 demi-cantons).

#### Différences culturelles

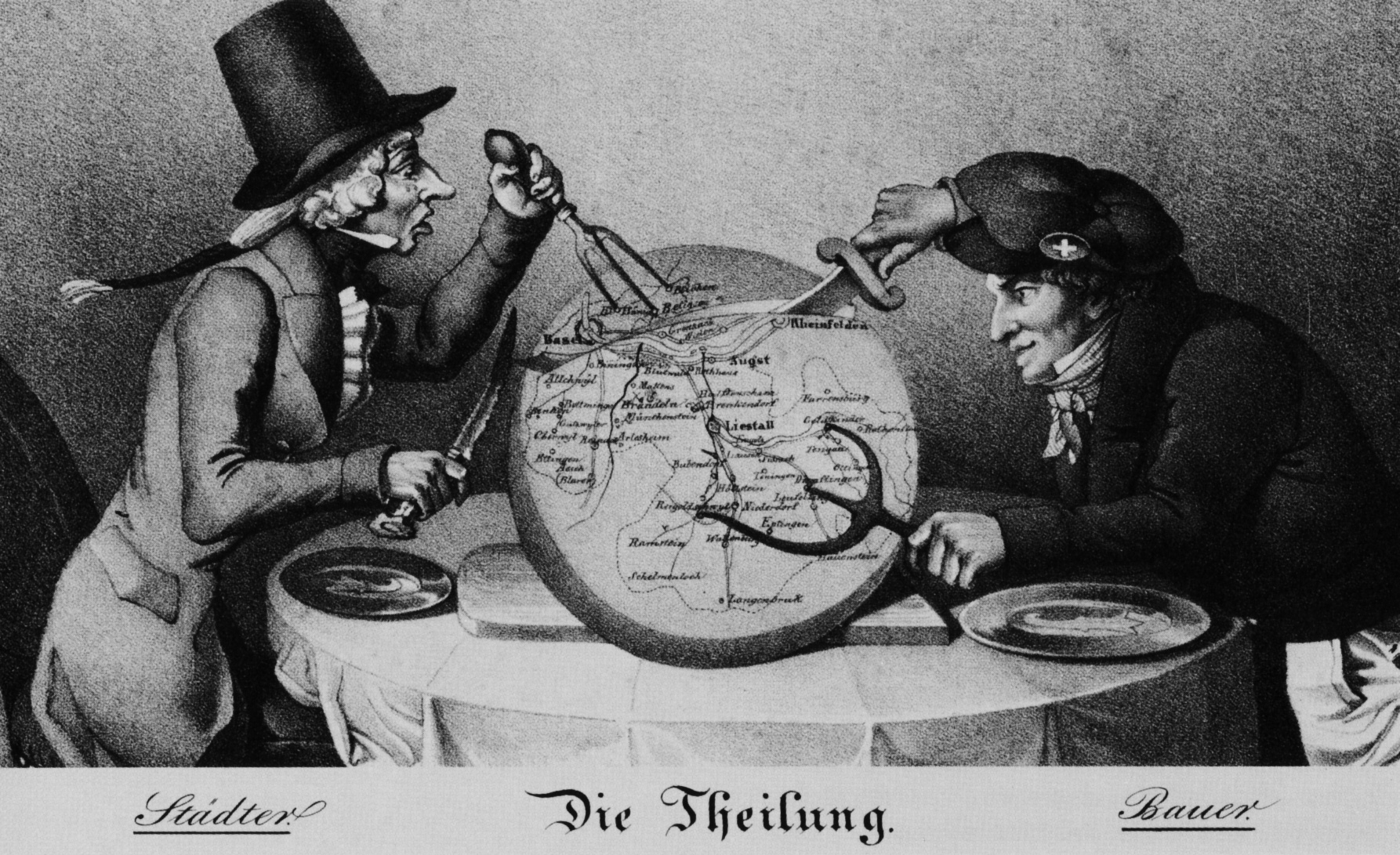
Caricature de la séparation du canton de Bâle en deux.

La population suisse connaît une grande diversité culturelle, notamment dans le domaine linguistique (4 langues nationales et de nombreux patois) et religieux (cantons historiquement catholiques ou protestants), entraînant par exemple des différences entre les jours fériés observés selon les cantons. Certains cantons sont davantage ruraux, et d'autres davantage citadins. Dans l'histoire de la Suisse, ces différences ont même engendré la division de cantons, comme ce fut le cas lors de la séparation du canton de Bâle en Bâle-Ville et Bâle-Campagne.
Ces différences se ressentent lors de votations et dans la politique cantonale. Ainsi on parle souvent de Röstigraben, terme allemand signifiant fossé des rösti, pour désigner les différences de mentalité et d'opinion qui surviennent parfois entre les cantons de langue latine (Suisse romande et Tessin) et les cantons germanophones. Par exemple, en 1992, lors de la votation pour l'adhésion de la Suisse à l'Espace économique européen (EEE), 100 % des cantons romands acceptent le projet alors que de l'autre côté, les cantons alémaniques (à l'exception de Bâle-Ville et Bâle-Campagne) et le Tessin le refusent. On attribue cette divergence au fameux Röstigraben ainsi qu'à la différence entre cantons urbains et ruraux.
Plus récemment, la modification du code pénal pour rendre plus souple l'interruption volontaire de grossesse (IVG), montra une différence entre cantons protestants et catholiques. Dans ces derniers, la part de population favorable était nettement en dessous de la moyenne. Ainsi le canton d'Appenzell Rhodes-Intérieures (catholique) a voté « oui » à 39,9 % seulement, contrairement à celui d'Appenzell Rhodes-Extérieures (protestant) avec 65,1 % de vote favorable.

#### Suffrage féminin
La participation des femmes à la vie politique fédérale est arrivée tardivement en Suisse et ce n’est qu’en février 1971, après plusieurs échecs, que les Suisses l'ont acceptée, par 65,7 % de « oui ». Les résultats étaient très disparates : alors que dans le canton de Genève, le « non » ne représentait que 8,9 % des suffrages, il atteignait 63,7 % dans celui d’Uri.
La principale raison de ce retard de la Suisse sur les autres pays européens est l'importance de la démocratie directe dans le système politique. L'introduction du suffrage féminin au niveau fédéral et cantonal nécessitait en effet la double majorité des électeurs (en l’occurrence masculins) ainsi que des cantons. En 1929, une pétition en ce sens fut déposée avec 250 000 signatures, mais sans succès. En 1959, un premier scrutin aboutit à un refus par 66,9 % des votants. Cela dit, la Suisse est le seul pays au monde où le droit de vote fut donné aux femmes par une voix de majorité .
Toutefois, si l'accès des femmes à la politique fédérale a été si tardif, il n’en est pas allé de même au niveau cantonal où certains cantons leur ont donné plus tôt (complètement ou partiellement) le droit de vote et l'accès aux institutions politiques. Le premier à ouvrir la voie fut le canton de Vaud, en 1959. Il faudra attendre 1990 pour que le Tribunal fédéral oblige le canton d'Appenzell Rhodes-Intérieures à autoriser la participation des femmes à la politique cantonale.

### Niveau cantonal

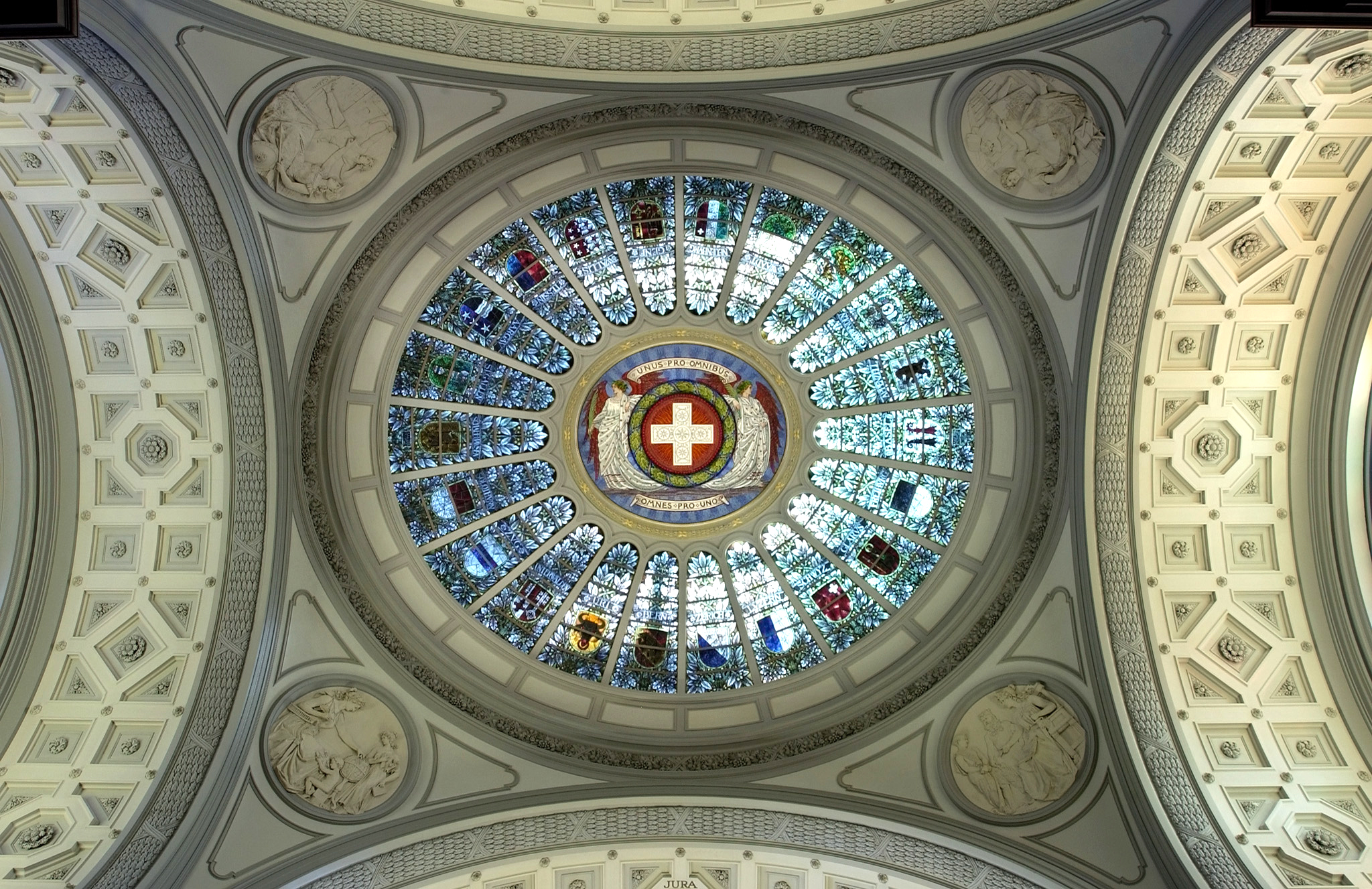
Le dôme du Palais fédéral avec les armoiries des cantons (celles du canton du Jura sont en dehors de la photo).

Les cantons (Kanton en allemand, cantone en italien) sont les États qui forment la Confédération suisse. Le mot, qui à la base se voulait une traduction du mot allemand Orte, est un dérivé du mot italien cantone et du latin canto qui signifie « partie d'un pays ». Dès 1475, il désigne dans les documents officiels de Fribourg un État membre de la Confédération. En allemand Kantone apparaît en 1650, mais son utilisation reste relativement réduite et on lui préfère alors Stand ou Ort. Au moment de la création de la République helvétique, le terme désigne les principales circonscriptions du pays, mais ce n'est qu'avec la création de l'État fédéral de 1848 que Kantone s'impose définitivement dans les textes officiels suisses rédigés en allemand.
L'adoption par la Suisse du système fédéraliste change profondément le fonctionnement des cantons, dont la souveraineté repose dès lors sur le principe selon lequel ils « exercent tous les droits qui ne sont pas délégués [par le peuple] à la Confédération ». Dans ce contexte, la gestion de la monnaie, des timbres, de la défense ou de la législation pénale et civile sont progressivement transférés au pouvoir fédéral, dans le but d'uniformiser les normes au sein du pays et de répondre notamment aux besoins du développement économique. Il existe toutefois des compétences qui demeurent partagées entre les niveaux cantonal et fédéral, telles que l'éducation, les transports, la culture ou la justice.
Au cours de son histoire, le pays s'est progressivement constitué par adjonction ou rattachement de nouveaux territoires, dont certains ont connu plusieurs redécoupages plus ou moins durables. Lors de l'institution de l'État fédéral en 1848, aucune disposition constitutionnelle ne prévoit la création, la scission ou le départ d'un canton ; ainsi, lors de la création du canton du Jura par séparation d'une partie du canton de Berne, une votation populaire doit être organisée pour modifier la Constitution en y ajoutant le nouveau canton ; cette consultation est acceptée par 71 % des votants et par l'ensemble des cantons, permettant ainsi à la République et Canton du Jura de devenir, le 1er janvier 1979, le 23e canton du pays.
Sur le plan administratif, chaque canton possède sa propre Constitution, qui doit respecter les dispositions fédérales, son corps législatif, appelé Grand Conseil ou Parlement, et son exécutif, appelé gouvernement cantonal, Conseil d'État ou Conseil-exécutif.
Fédéralisme oblige, les droits politiques varient d'un canton à l'autre. Chaque canton reconnaît au moins le référendum facultatif et obligatoire ainsi que l'initiative populaire cantonale. Certains d'entre eux incluent également d'autres droits, tels que la motion populaire et le référendum constructif ou financier. Le droit de vote cantonal est attribué aux citoyens suisses âgés de plus de 18 ans (à l'exception du canton de Glaris où, depuis 2007, le droit de vote est accordé aux jeunes dès 16 ans) et enregistrés auprès de l'administration concernée ; ce droit est parfois élargi aux étrangers, comme à Neuchâtel, sous certaines conditions de durée d'établissement en particulier.

### Niveau communal
Toutes les communes suisses ne jouissent pas des mêmes compétences ou de la même autonomie, du fait du système fédéral suisse. Au fil du temps, l'apparition de tâches de plus en plus complexes, exigeant de nouveaux moyens financiers, a poussé plusieurs communes, dès les années 1990, à se restructurer ou à fusionner par mesure d'économie. Si, au départ, les communes n'avaient pour rôle que la gestion des biens communaux et un devoir d'assistance publique, la société moderne exigea de leur part davantage de responsabilités et celles-ci ont forcément un coût (gestion de la population, approvisionnement de l'eau, loisir et gestion des déchets entre autres). Les principales solutions choisies ont été le partage des tâches entre les communes voisines ou éventuellement l'appel à des entreprises privées. Environ 85 % des communes font partie d'un groupement régional à l'heure actuelle,.
En règle générale, sur le plan administratif, les grandes communes sont dotées d’un parlement communal appelé, dans les cantons romands, Conseil général (Fribourg, Neuchâtel, Valais), communal (Vaud), municipal (Genève) ou Conseil de Ville (Berne, Jura), tandis que les plus petites communes ont une assemblée de tous les électeurs (assemblée communale ou assemblée primaire). L’organe exécutif est appelé, selon les cantons, Conseil communal (Berne, Fribourg, Jura, Neuchâtel, Valais), Conseil administratif (Genève), Conseil municipal (Berne, Jura) ou municipalité (Vaud). Il en découle que dans certains cantons (comme Fribourg, Neuchâtel et le Valais) le Conseil communal est l’exécutif alors que dans d’autres (comme Vaud) il est le législatif.
Dans certains cantons, il est possible de trouver, sur le même territoire que la commune dite politique (Einwohnergemiende ou politische Gemeinde en allemand), des communes spécifiques :
- la commune bourgeoise (ou bourgeoisie) : institution dans laquelle, à l'origine, seules les personnes originaires de la commune avaient le droit de vote et non l’ensemble des habitants ; depuis la Constitution de 1874, dans toute la Suisse, il suffit d'habiter dans la commune pour obtenir le droit de vote ;
- la commune ecclésiastique : il y en a 2 600 environ ; ce sont des divisions territoriales d’une église disposant d’un statut de droit public ;
- la commune scolaire s’occupe des écoles sur un territoire donné ; on trouve ce genre de commune uniquement dans les cantons germanophones comme Zurich ou Saint-Gall ;
- la commune spéciale : on en compte environ 400 ; elles sont, en quelque sorte, un mélange des genres précédents avec éventuellement d'autres droits[dhs 19].

Sur le plan des droits civiques, il existe, selon les cantons, le référendum municipal et l'initiative régionale et municipale.